# Lasioglossum spinodorsum
Lasioglossum spinodorsum är en biart som beskrevs av Fan och Wu 1991. Lasioglossum spinodorsum ingår i släktet smalbin, och familjen vägbin. Inga underarter finns listade i Catalogue of Life.